# Bolet odorant
Lanmaoa fragrans
Espèce
Statut de conservation UICN

 LC  : Préoccupation mineure
Lanmaoa fragrans, le Bolet odorant, anciennement Boletus fragrans, est une espèce de champignons (Fungi) basidiomycètes du genre Lanmaoa et de la famille des Boletaceae. Il est caractérisé par son pied lisse radicant, sa chair plus au moins bleuissante à la coupe et son odeur fruitée.

## Taxonomie
Le nom correct complet (avec auteur) de ce taxon est Lanmaoa fragrans (Vittad.) Vizzini, Gelardi & Simonini.
L'espèce a été initialement classée dans le genre Boletus sous le basionyme Boletus fragrans Vittad..

### Synonymes
Lanmaoa fragrans a pour synonymes :
- Boletus fragrans Vittad.
- Boletus xanthoporus Krombh., 1846
- Leccinum fragrans (Vittad.) Šutara
- Suillus fragrans (Vittad.) Kuntze
- Tubiporus fragrans (Vittad.) Ricken
- Versipellis fragrans (Vittad.) Quél.
- Xerocomus fragrans (Vittad.) Konrad & Maublanc

### Phylogénie
Décrit à l'origine en 1835 par le mycologue italien Carlo Vittadini comme une espèce de Boletus, l'espèce a été transféré vers le genre Lanmaoa en 2015 par Alfredo Vizzini.

### Étymologie
L'épithète spécifique fragrans fait référence à l'odeur fruitée typique de cette espèce.

## Description du sporophore

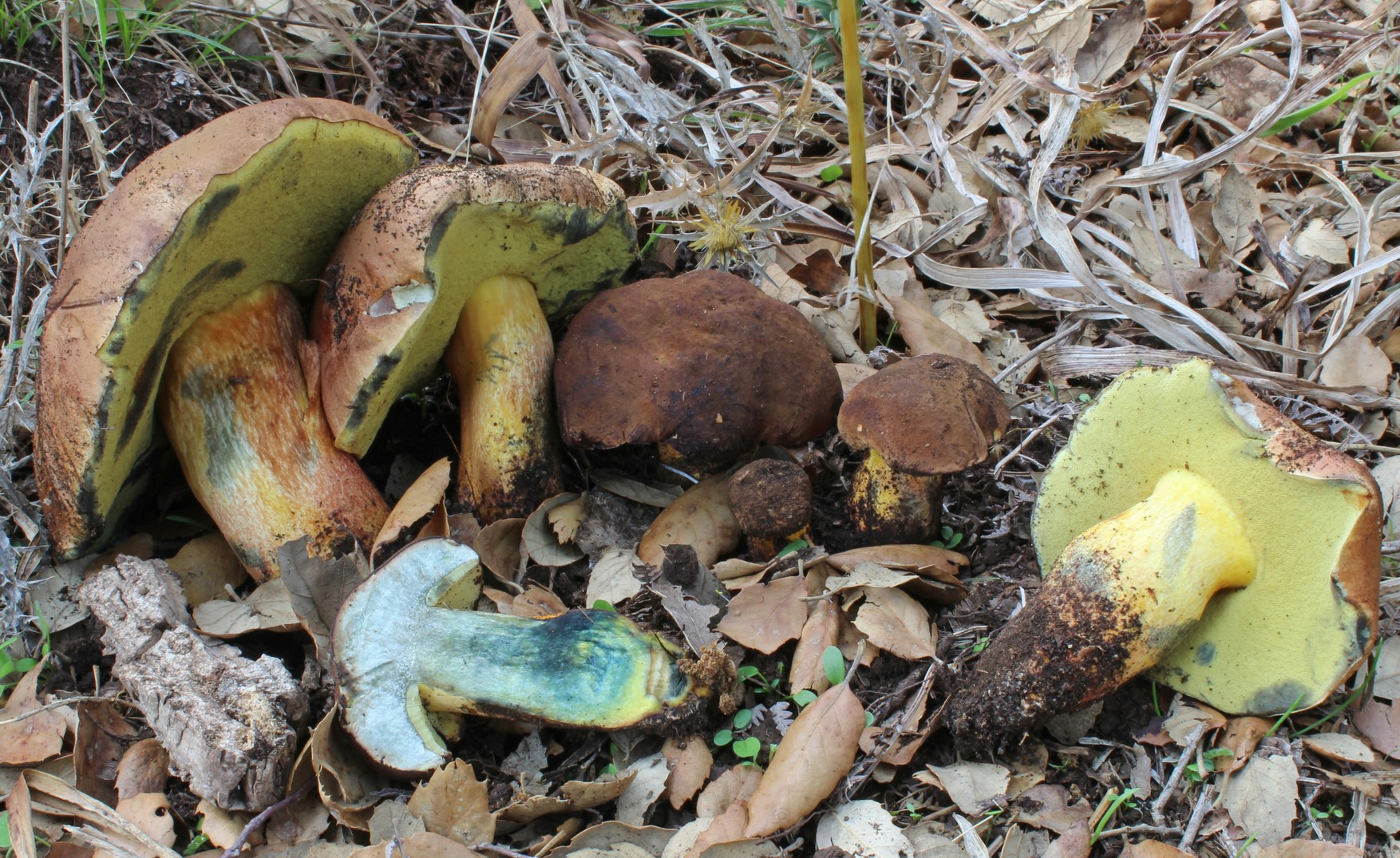
Collection de sporophores de L. fragrans en Italie avec coupe verticale montrant son bleuissement modéré et sa base du pied pointue.

Les bolets sont des champignons dont l'hyménophore, constitué de tubes et terminés par des pores, se sépare facilement de la chair du chapeau. Ce chapeau d'abord rond, recouvert d'une cuticule, devient convexe à mesure qu’il vieillit. Ils ont un pied (stipe) central assez épais et une chair compacte. Les caractéristiques morphologiques de L. fragrans sont les suivantes :
Son chapeau mesure de 5 à 15 cm, il est velouté, sec et mat, de couleur uniforme brune, brun chocolat, châtain obscur à brun rougeâtre, le bord de la cuticule est souvent ondulé,,.
L'hyménophore présente des tubes jaunes puis jaune olivâtre, brun bleuâtre au toucher. Les pores sont fins, concolores aux tubes.
Son stipe mesure 5 à 10 cm x 2 à 4 cm. Il est lisse, sans réseau ni autre ornementation, mais pruineux ou finement feutré de couleur jaune, à la base brun rougeâtre et de forme pointue, radicante. Sa surface est bleuissante,.
La chair est jaune pâle, bleuissante. Elle dégage une odeur agréable, sucrée, fruitée puis rappelant la chicorée lorsque le champignon se dessèche,. Sa saveur est douce ou piquante, parfois acidulée ou amarescente. Elle est particulièrement parfumée après dessication.

### Caractéristiques microscopiques
Ses spores mesurent 11-13 x 3,5-4,5 µm, elles sont ellipsoïdes, ellipsoïdes-fusiformes à presque cylindriques, lisses, à paroi épaisse.

## Galerie

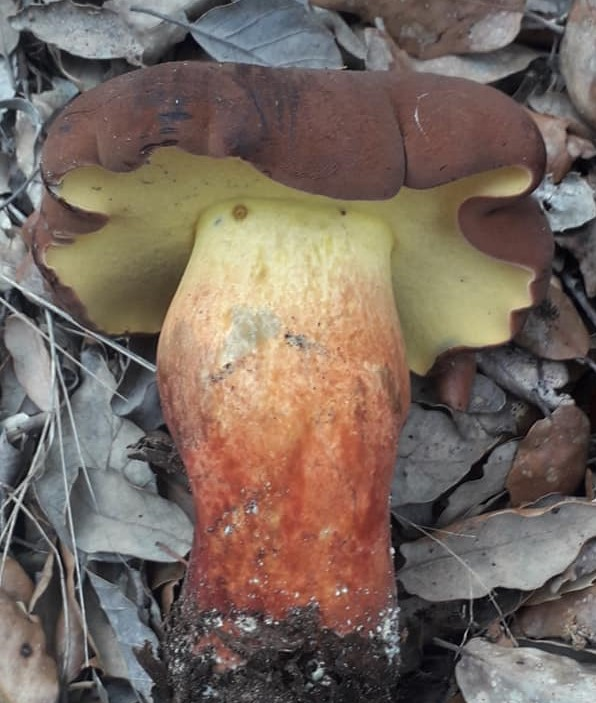
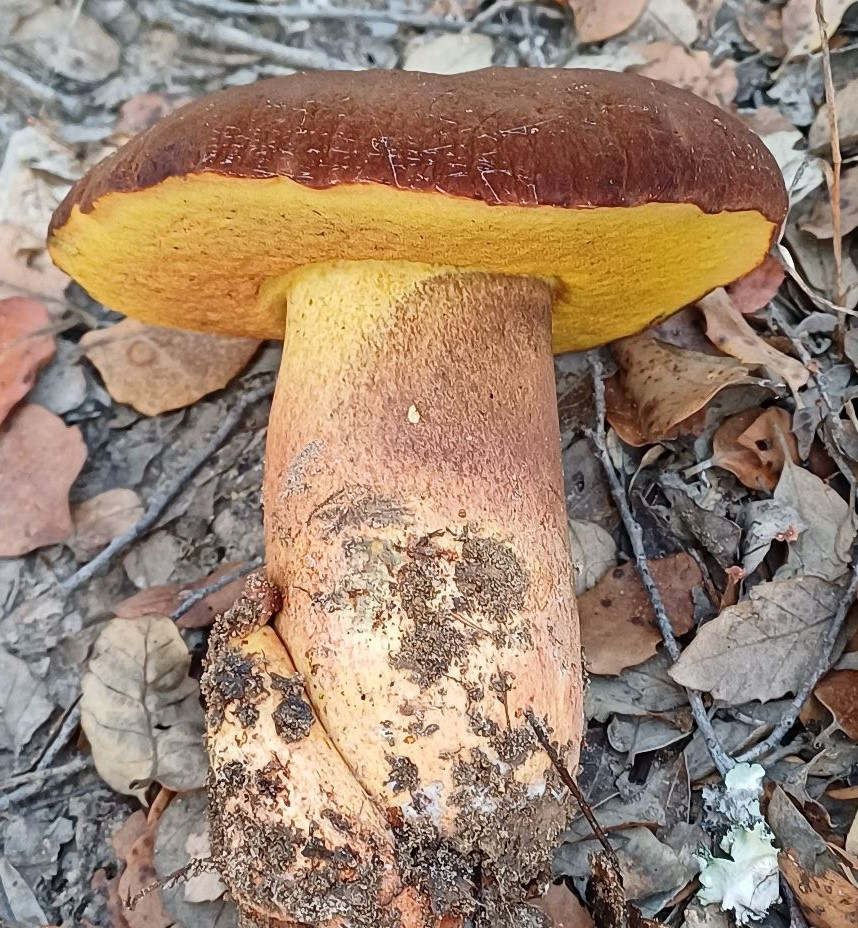
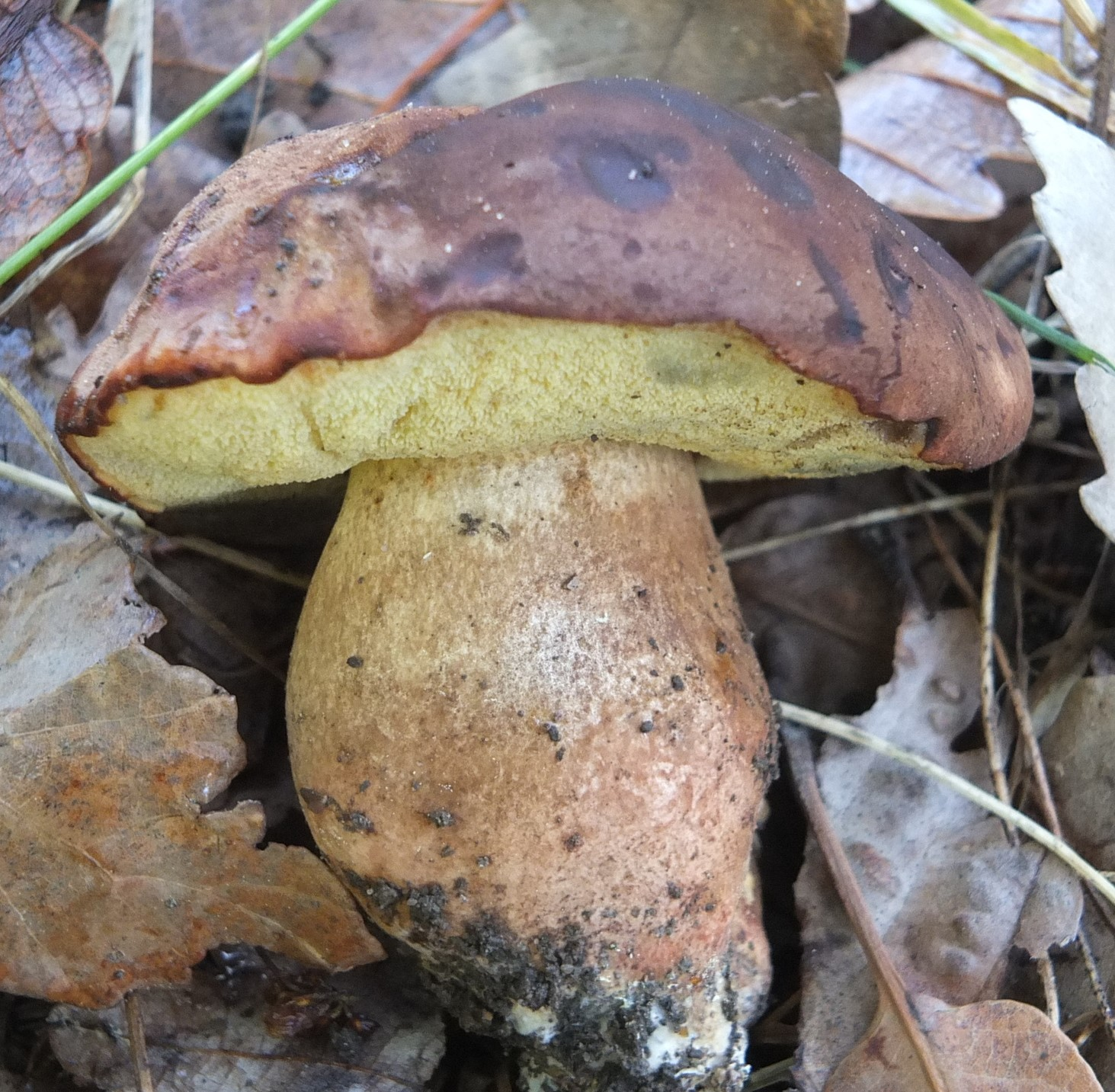
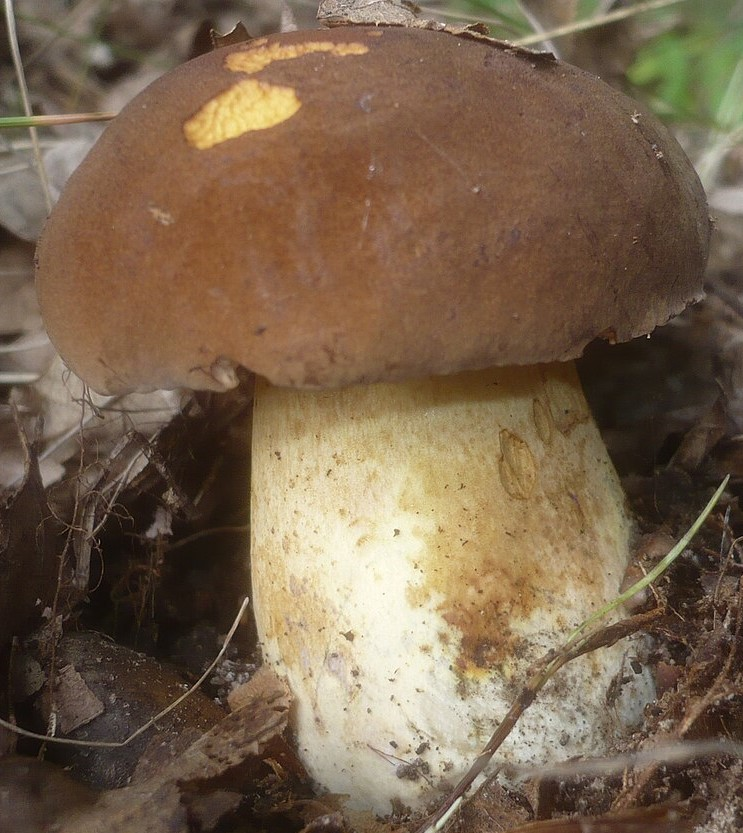
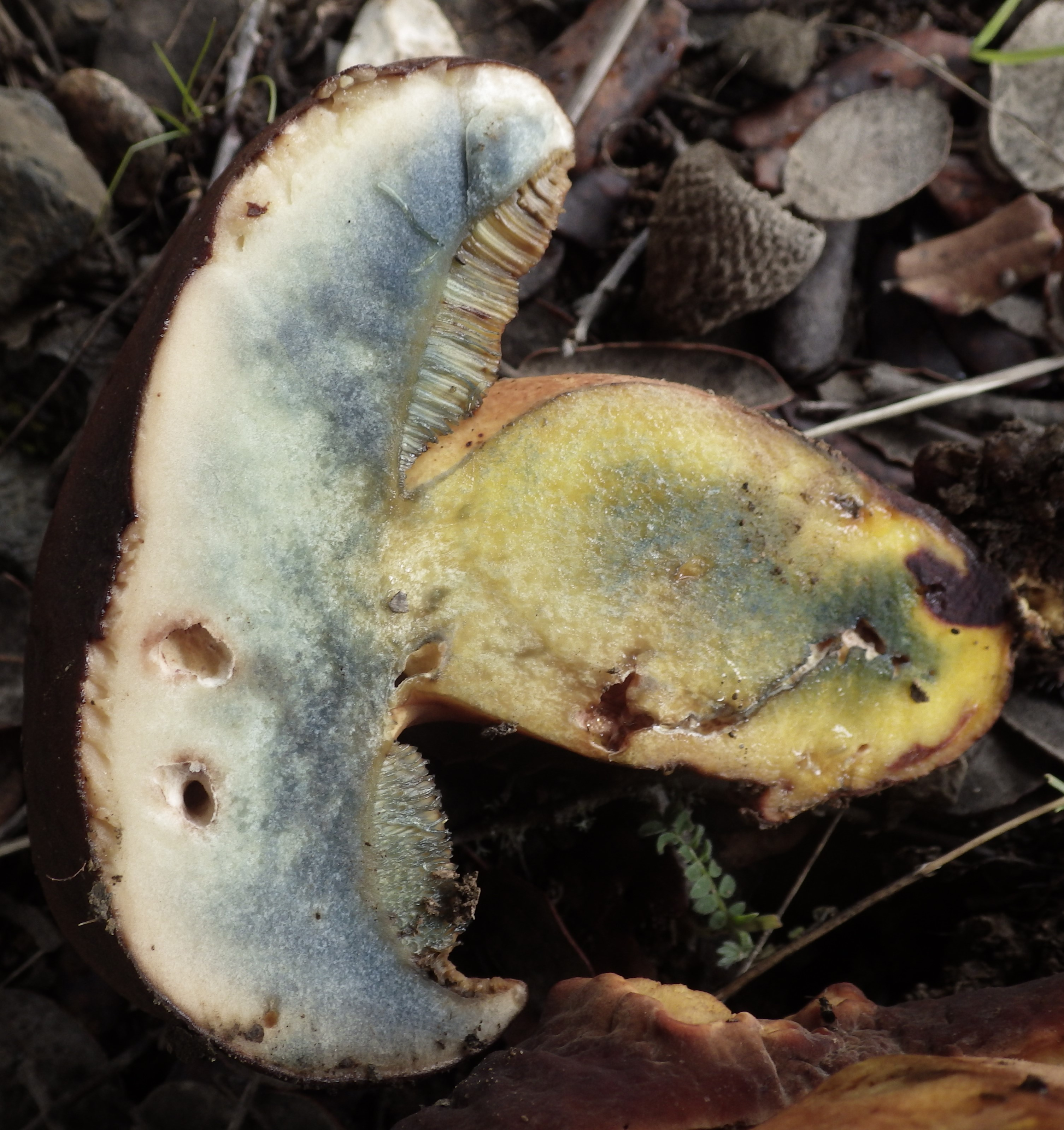
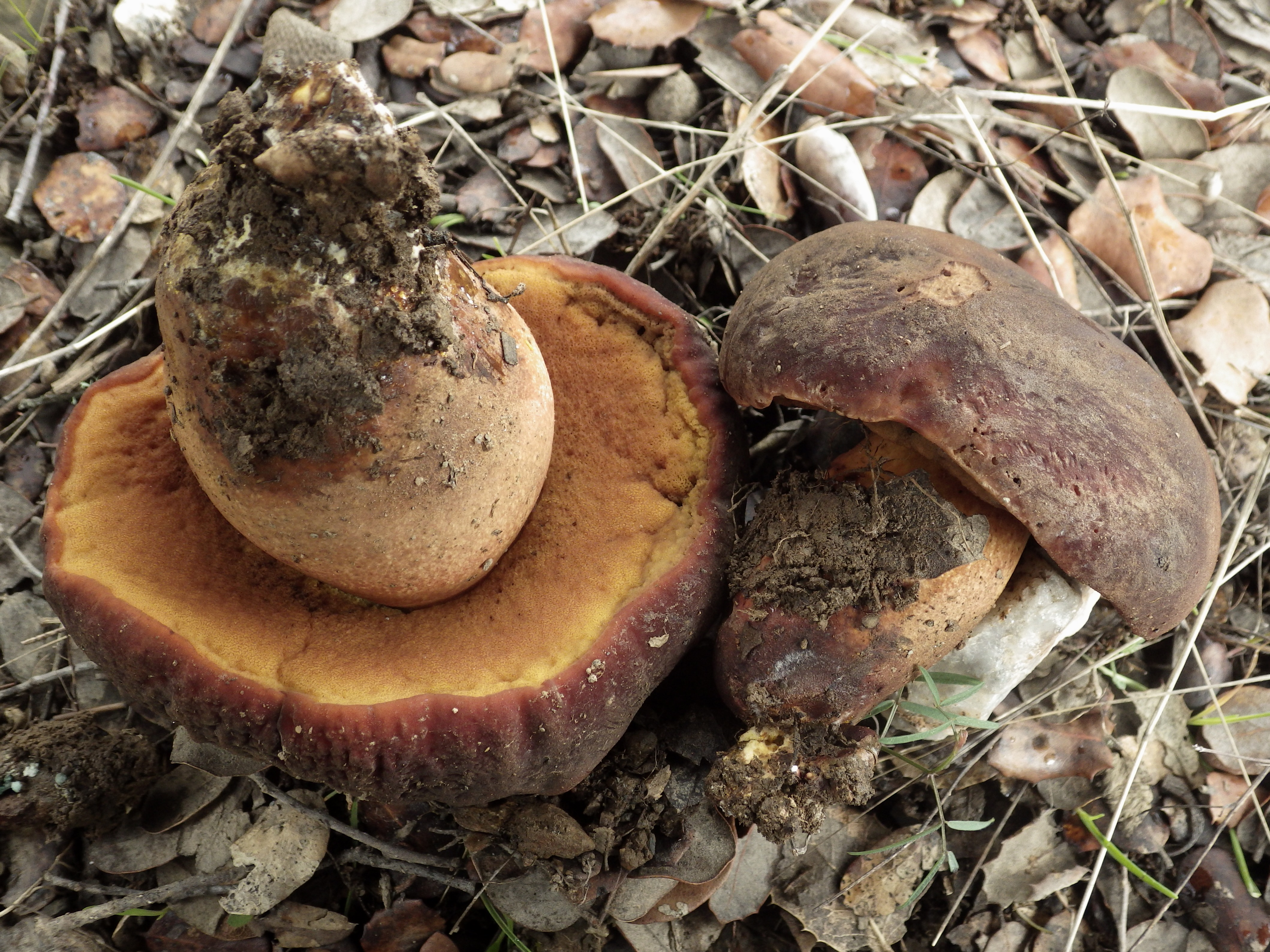
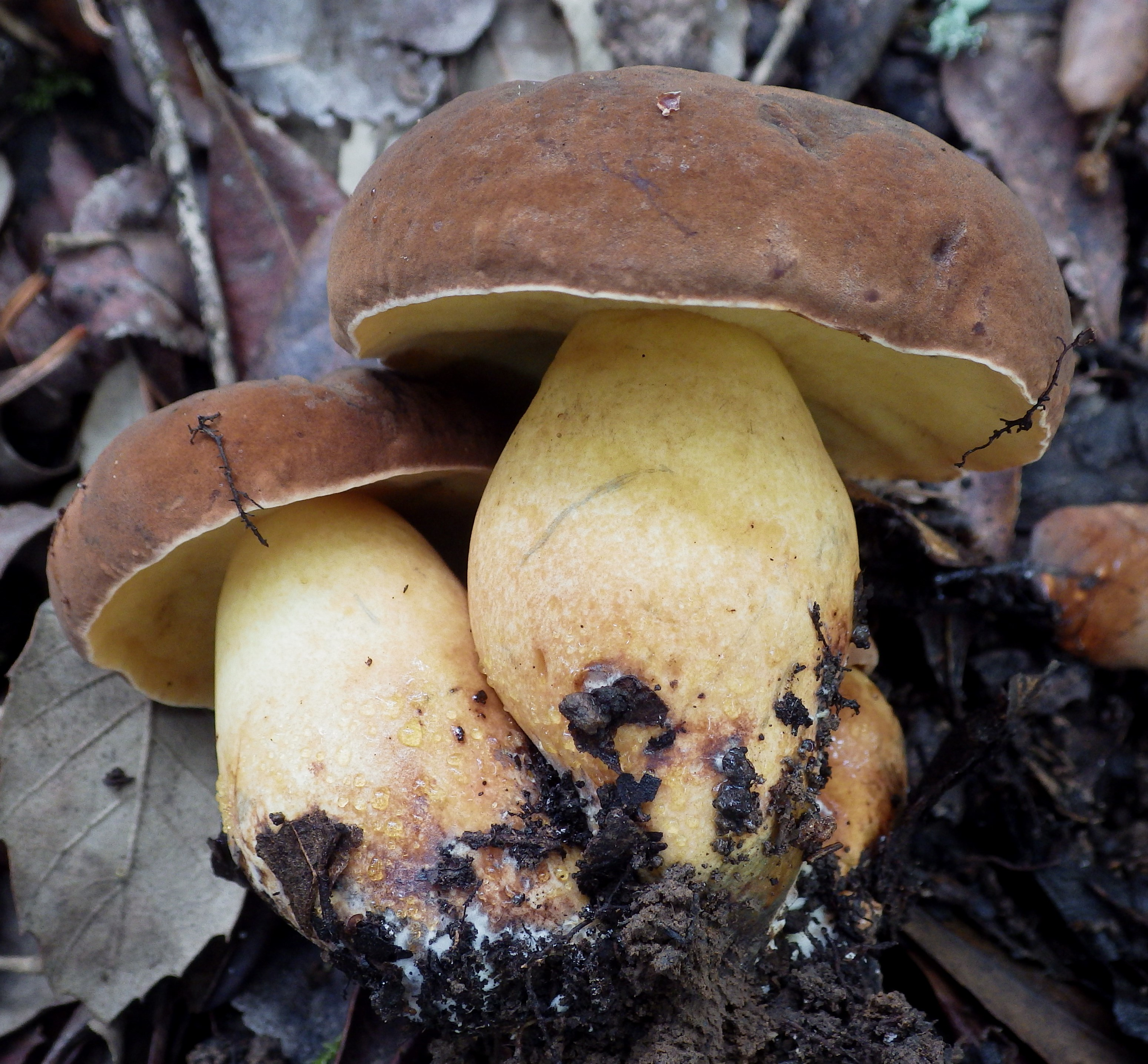
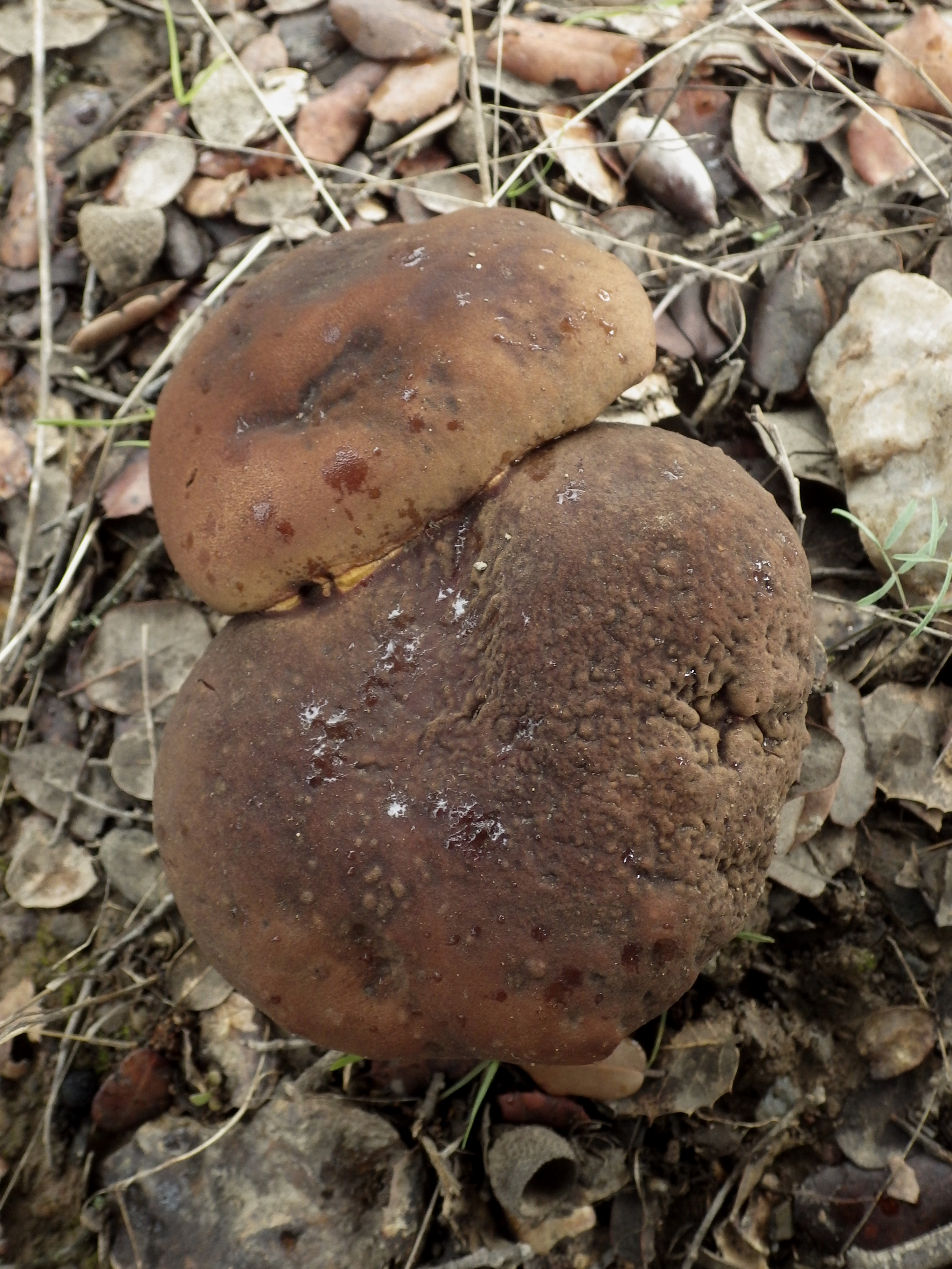
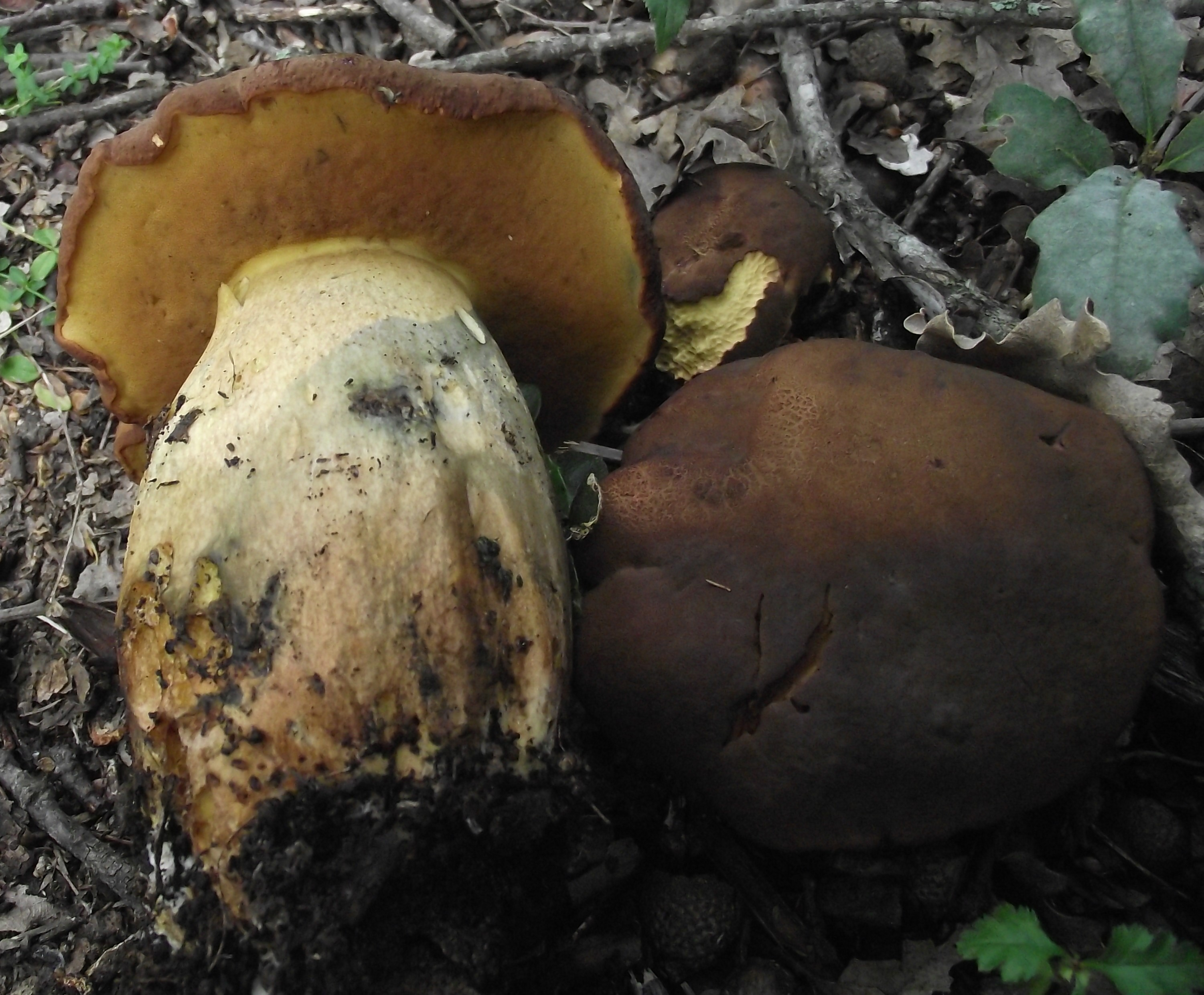
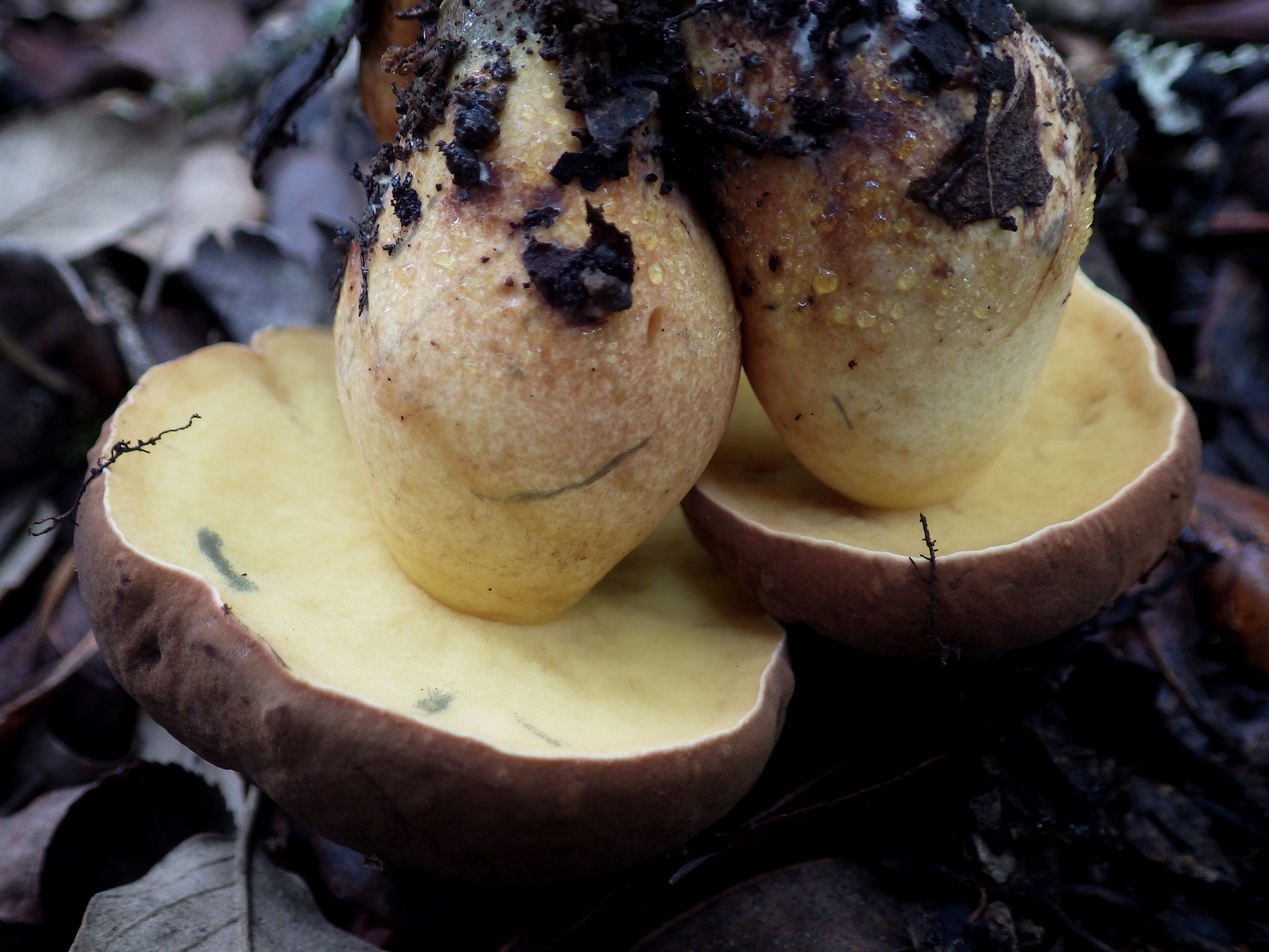
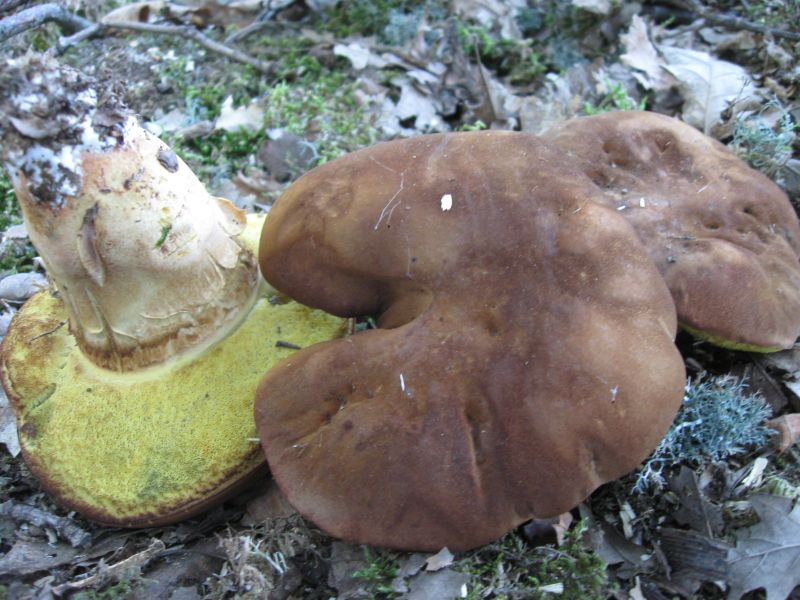
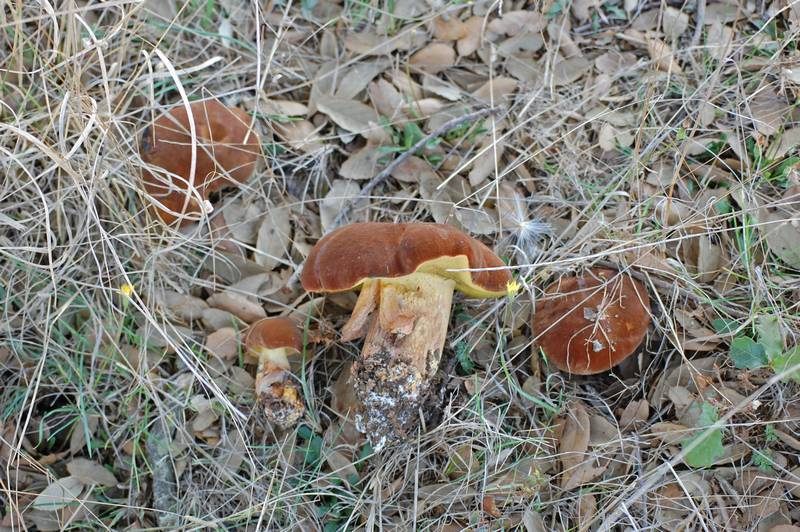
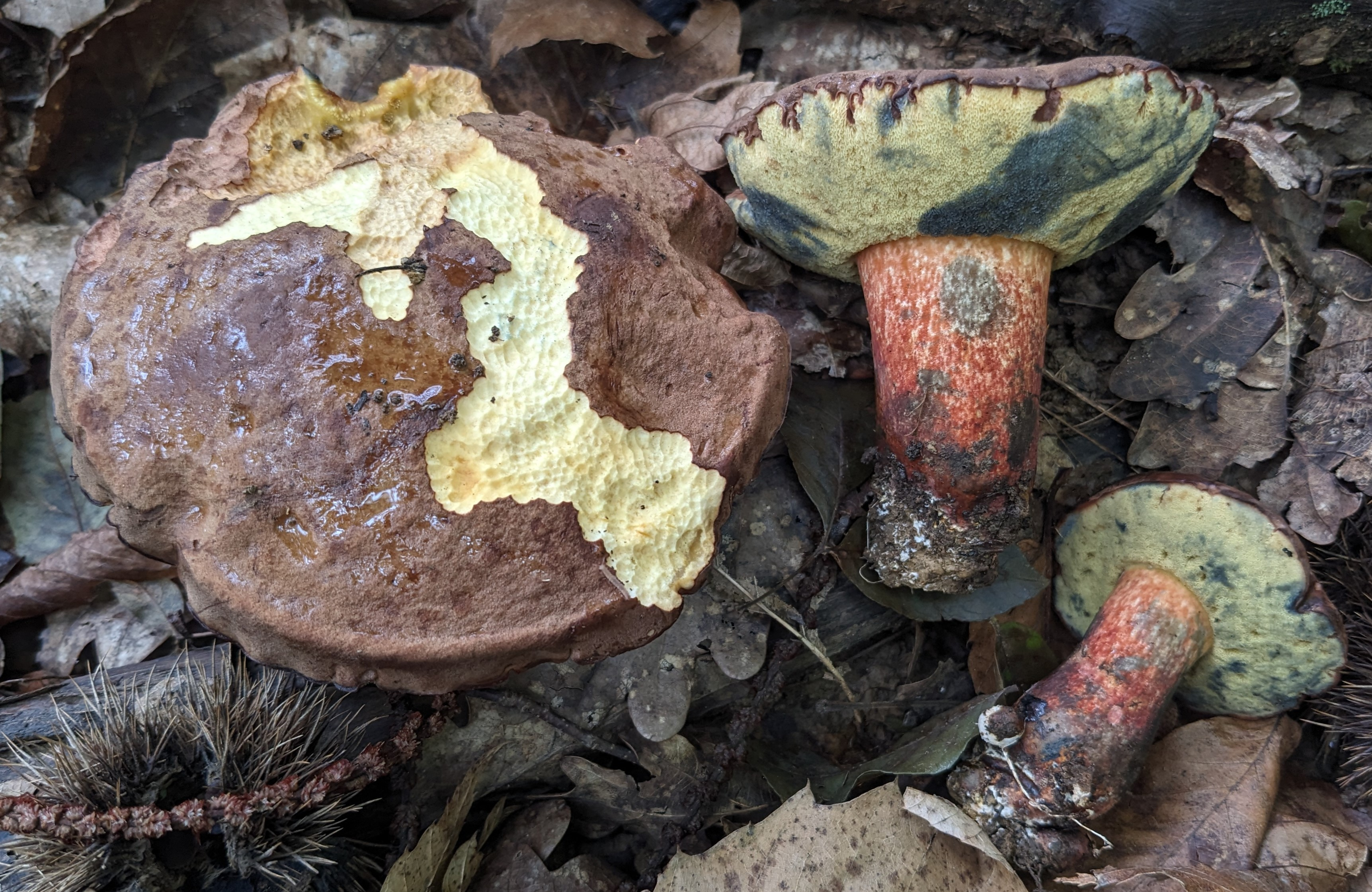
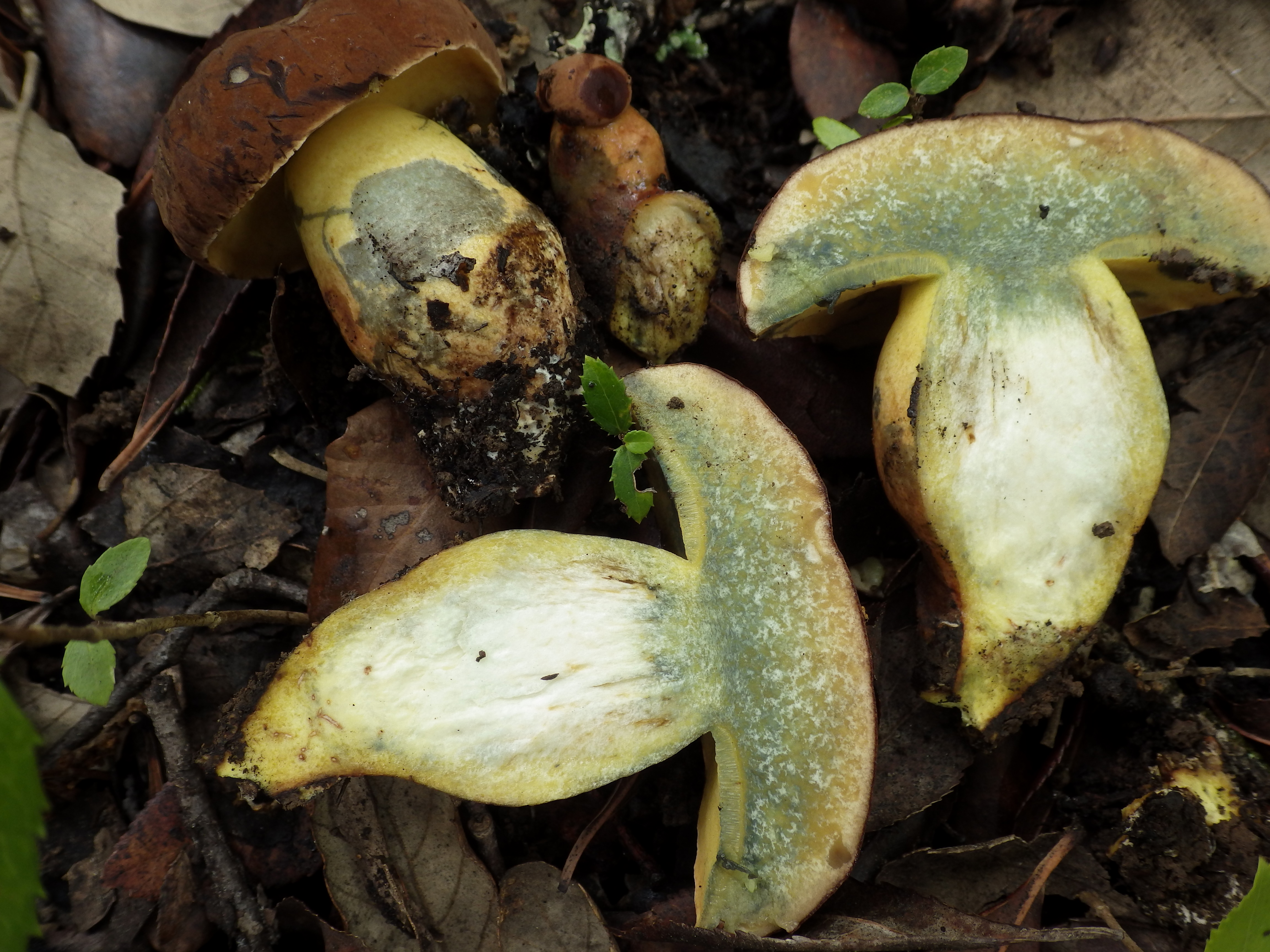
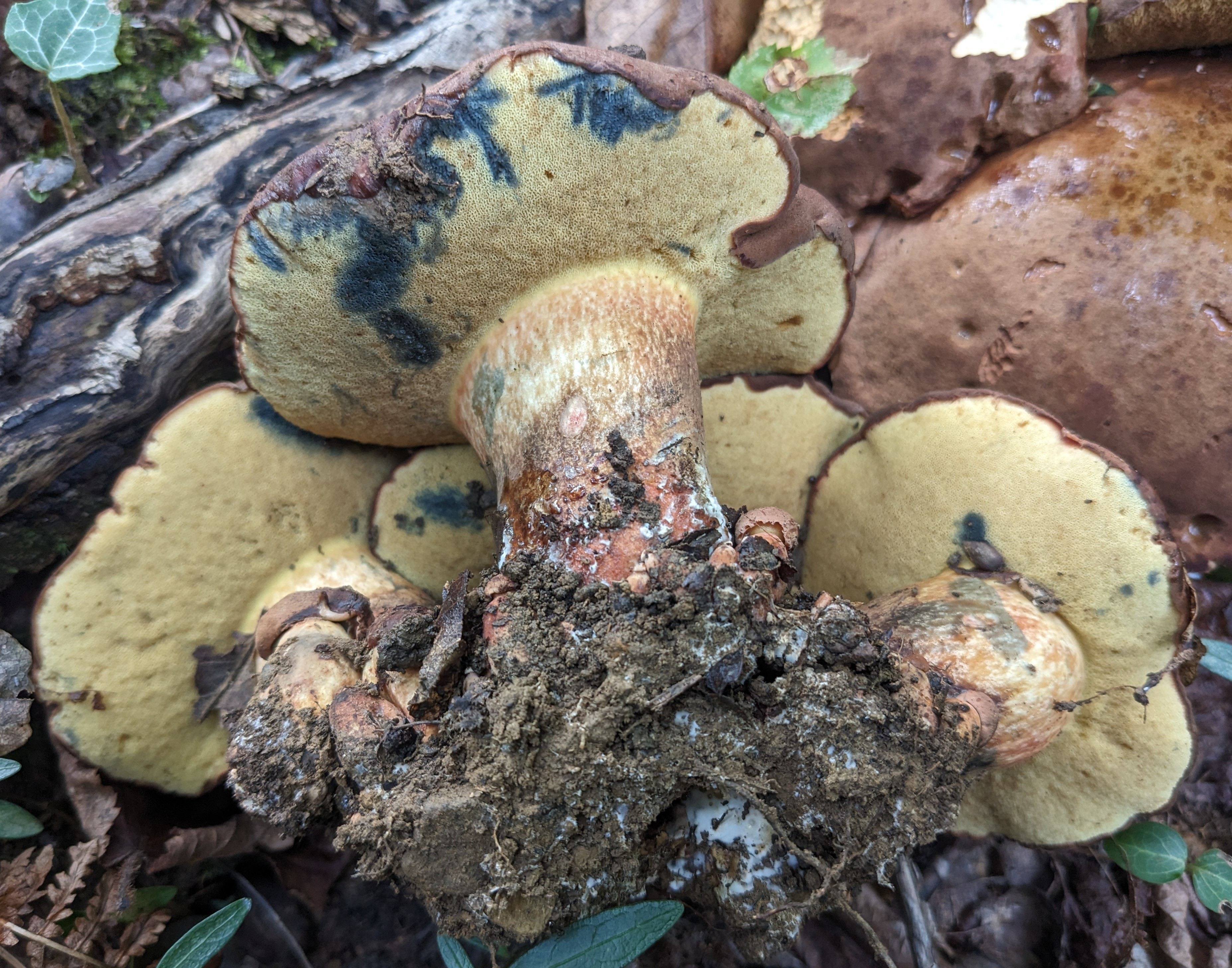
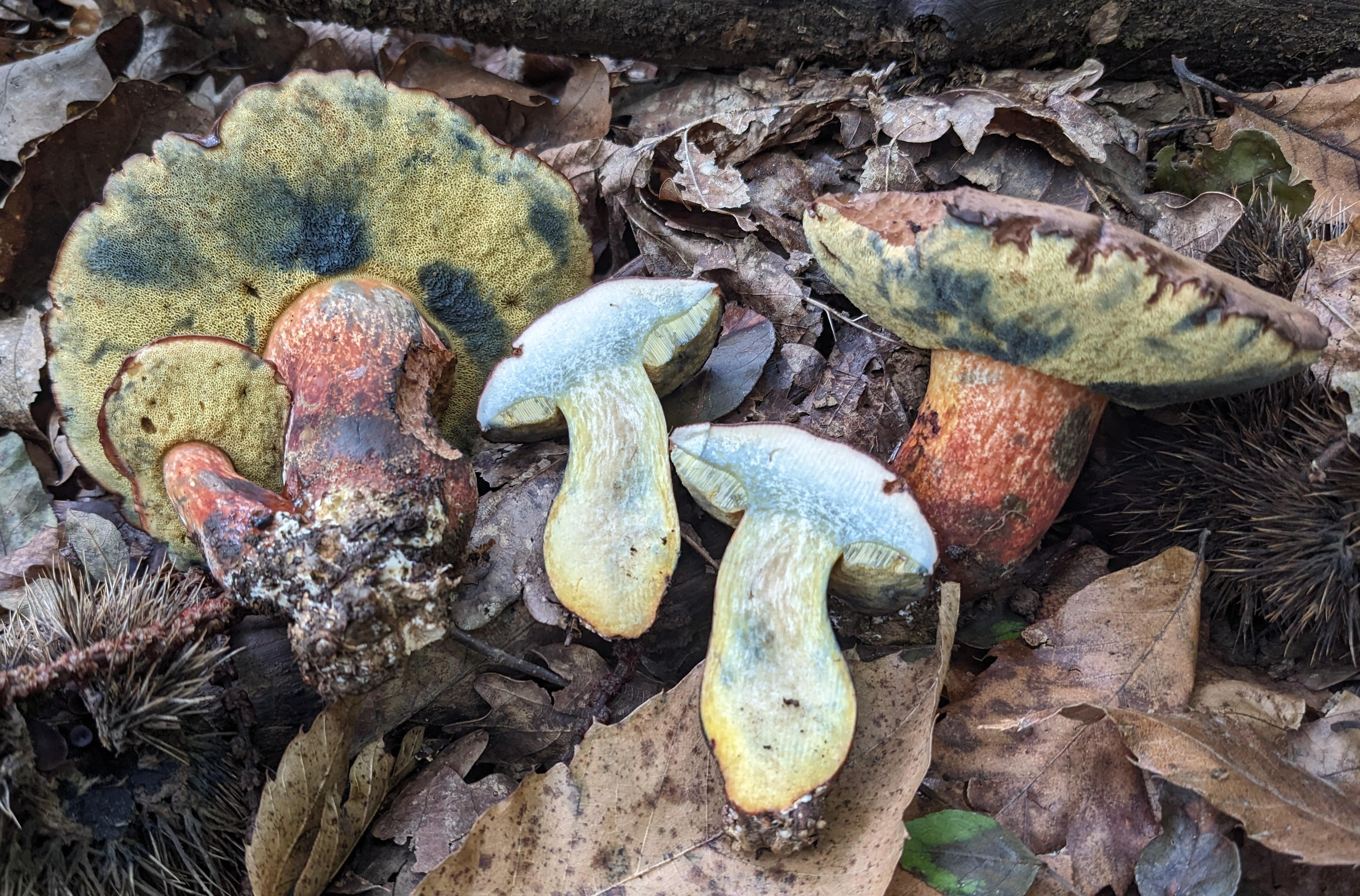

## Habitat et distribution

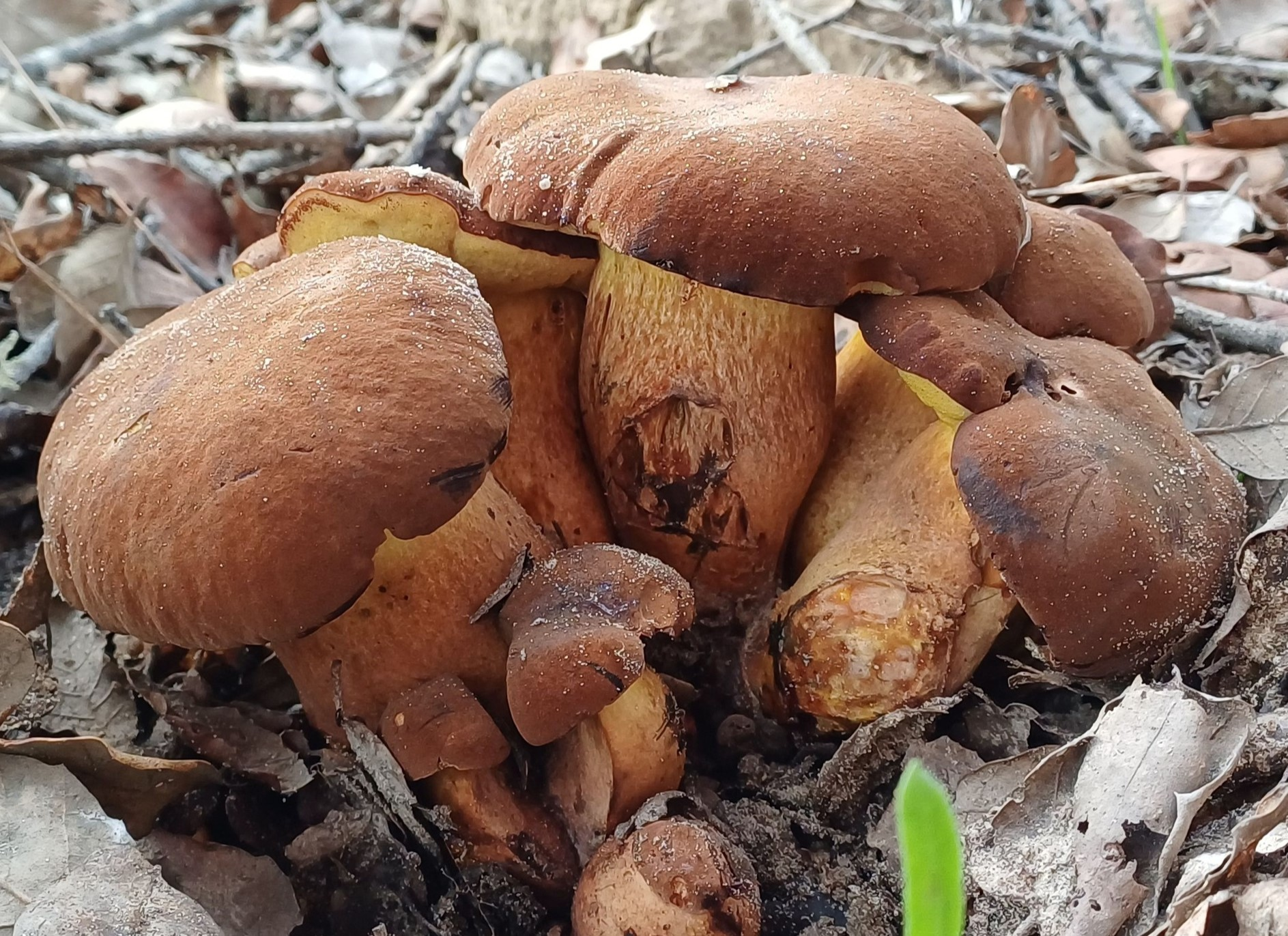
Pousse cespiteuse de L. fragrans.

Il s'agit un champignon ectomycorhizien à tendance thermophile, poussant de juin à novembre dans les régions méditerranéennes, venant dans les forêts chaudes de feuillus mais aussi dans les parcs et les lisières de terrain, sur terrain peu calcaire, de préférence acide, surtout sous les chênes (Q. cerris, Q. faginea, Q. ilex, Q. pubescens, Q. robur, Q. suber, Q. petraea et Q. pyreneica) mais aussi sous le châtaignier et même avec certaines espèces de Cistes comme découvert récemment. Il pousse souvent en groupe ou de façon cespiteuse.
C'est une espèce typique du pourtour méditerranéen qui a jusque là été retrouvée en France, Autriche, Bulgarie, Croatie, Grèce, Hongrie, Italie, Macédoine du Nord, Portugal, Serbie, Slovénie, Espagne, Slovaquie, Turquie, Iran, Liban, Maroc et Algérie.

## Statut de conservation

### Régional
- Auvergne-Rhône-Alpes : classement de cette espèce en catégorie NT (Quasi menacée) au niveau régional[6].
- Midi-Pyrénées : classement de cette espèce en catégorie NT (Quasi menacée) au niveau régional[7].

## Comestibilité
Bien que sa taille et sa chair ferme le rende attrayant pour la consommation, c'est un comestible moyen, à la saveur décrite comme bonne à désagréable selon les auteurs. Il s'agit d'une espèce consommée occasionnellement  dans certaines régions d'Espagne, de France et d'Italie où il pousse en abondance, mais il est aussi cueilli pour la consommation dans d'autres pays. Il serait parfois utilisé comme condiment une fois séché et mis en poudre, prenant avantage de son fort arôme parfumé après dessication,.

## Confusions possibles
Le Bolet odorant peut principalement se confondre avec les espèces suivantes :
- Le Bolet bai (Imleria badia), qui peut plus au moins faire penser à une version miniature du Bolet odorant, cependant, la chair du Bolet bai ne bleuit pas, ou presque pas, à la coupe. Sa stature est plus petite, son chapeau est moins massif, son pied est souvent cylindrique, son odeur est douce et son biotope est généralement différent. Comestible réputé.
- Le Bolet pulvérulent (Cyanoboletus pulverulentus), moins grand et robuste, xérocomoïde, et au bleuissement de la chair bien plus intense à la coupe. Comestible en petite quantité et sans les tubes, à risque en grande quantité et avec les tubes.
- Le Bolet radicant (Caloboletus radicans), surtout les spécimens au chapeau brunâtre et au réseau effacé, qui peuvent partager l'habitat du Bolet odorant. Cependant, le Bolet odorant ne possède pas de réseau ou de trace de réseau contrairement au Bolet radicant, qui n'a également pas d'odeur distinctive et possède une chair plus au moins amère. Amer, non comestible, potentiellement émétique.
- Les Cèpes (B. edulis, B. aereus, B. pinophilus, B. aestivalis), comestibles réputés, ou les Butyriboletus ont une stature rappelant celle du Bolet odorant, cependant son stipe lisse sans ornementation le trahit. De plus, les Cèpes ne bleuissent pas et les Butyriboletus ne bleuissent pas autant que le Bolet odorant à la coupe.